# Shōgun
| Lịch sử Nhật Bản | Lịch sử Nhật Bản |
| --- | ---------------- |
| Tiền sửThời kỳ đồ đá cũ ~15000 TCN Thời kỳ Jōmon (Thằng Văn) ~15000 TCN–300 TCN Thời kỳ Yayoi (Di Sinh) tk 4 TCN–tk 3 |                  |
| Cổ đạiThời kỳ Kofun (Cổ Phần) tk 3–tk 7 Thời kỳ Asuka (Phi Điểu) 592–710 Thời kỳ Nara (Nại Lương) 710–794 Thời kỳ Heian (Bình An) 794–1185 |                  |
| Phong kiếnThời kỳ Kamakura (Liêm Thương) 1185–1333 Tân chính Kemmu (Kiến Vũ) 1333–1336 Thời kỳ Muromachi (Thất Đinh) 1336–1573 Thời kỳ Nam-Bắc triều 1336–1392 Thời kỳ Chiến Quốc 1467–1590 Thời kỳ Azuchi-Momoyama (An Thổ-Đào Sơn) 1573–1603 Mậu dịch Nanban (Nam Man) Chiến tranh Nhật Bản – Triều Tiên 1592–1598 Thời kỳ Edo/Tokugawa (Giang Hộ/Đức Xuyên)1603–1868 Chiến tranh Nhật Bản – Lưu Cầu Chiến dịch Ōsaka (Đại Phản) Tỏa Quốc Đoàn thám hiểm Perry Hiệp ước Kanagawa (Thần Nại Xuyên) Bakumatsu (Mạc mạt) Minh Trị Duy tân Chiến tranh Boshin (Mậu Thìn) |                  |
| Hiện đạiThời kỳ Minh Trị (Meiji) 1868–1912 Nhật xâm lược Đài Loan 1874 Chiến tranh Tây Nam Chiến tranh Nhật–Thanh Hiệp ước Mã Quan Chiến tranh Ất Mùi 1895 Phong trào Nghĩa Hòa Đoàn Hòa ước Portsmouth Hiệp ước Nhật–Triều 1910 Thời kỳ Đại Chính (Taishō) 1912-1926 Nhật Bản trong Thế chiến thứ nhất Sự can thiệp của Nhật Bản vào Siberia Đại thảm họa động đất Kantō 1923 Thời kỳ Chiêu Hòa (Shōwa) 1926–1989 Chủ nghĩa quân phiệt Nhật Bản Sự kiện Phụng Thiên Nhật Bản xâm lược Mãn Châu Hiệp ước chống Quốc tế Cộng sản Chiến tranh Trung–Nhật Cuộc tấn công Trân Châu Cảng Vụ ném bom nguyên tử xuống Hiroshima và Nagasaki Chiến tranh Xô–Nhật Nhật Bản đầu hàng Thời kỳ bị chiếm đóng 1945-1952 Nhật Bản thời hậu chiếm đóng Kỳ tích kinh tế Nhật Bản thời hậu chiến Thời kỳ Bình Thành (Heisei) 1989–2019 Thập niên mất mát Động đất Kobe 1995 Cool Japan Động đất và sóng thần Tōhoku 2011 Thời kỳ Lệnh Hòa (Reiwa) 2019–nay Đại dịch COVID-19 tại Nhật Bản |                  |
| Xem thêm Thiên hoàng • Niên biểu • Đế quốc Nhật Bản Kinh tế • Giáo dục • Quân sự • Hải quân • Di sản thế giới |                  |
| x t s |                  |

Tướng quân (将軍 Shōgun,  [ɕoːɡɯɴ] ⓘ) hay viết đầy đủ là Chinh di Đại tướng quân (征夷大将軍 Sei'i Taishōgun) hoặc còn gọi là Mạc chúa/Mạc chủ (幕主, Bakushu) là một danh hiệu võ quan cao cấp trong lịch sử Nhật Bản. Khởi đầu, nó là một chức vụ võ quan do Thiên hoàng chỉ định, thống lĩnh quân sự chiến đấu chống lại các bộ lạc địa phương ở phía Bắc Nhật Bản không thần phục triều đình. Từ năm 1185 đến năm 1868, người nắm giữ danh hiệu Shōgun trở thành nhà cai trị trên thực tế của Nhật Bản, nắm trọn quyền hành quân sự lẫn chính trị.
Các Shōgun có một bộ máy điều hành riêng được gọi là Mạc phủ (幕府 bakufu), thực hiện việc cai trị Nhật Bản trên thực tế, trong khi triều đình của Thiên hoàng chỉ giữ quyền trên danh nghĩa. Mạc phủ tượng trưng cho vai trò của Shōgun thống lĩnh chiến trường, chỉ mang tính chất tạm thời trong thời chiến. Tuy nhiên, trên thực tế, thể chế này tồn tại trong gần 700 năm, và chỉ kết thúc khi Shōgun Tokugawa Yoshinobu giao trả chức vụ lại cho Thiên hoàng Minh Trị vào năm 1867 như một phần của cuộc Minh Trị Duy tân.
Dù khởi đầu là một chức vụ võ quan do Thiên hoàng bổ nhiệm, nhưng từ cuối thế kỷ XII, các Shōgun đã giữ riêng chức vụ này với quyền kế vị cha truyền con nối. Trong lịch sử Nhật Bản, một số gia tộc khác nhau đã nắm giữ chức vụ này, trong đó, nổi lên 3 gia tộc, Kamakura, Ashikaga và Tokugawa, trên thực tế đã nắm giữ quyền cai trị tối cao trên thực tế trên toàn cõi Nhật Bản trong suốt gần 700 năm. 
.

## Từ nguyên

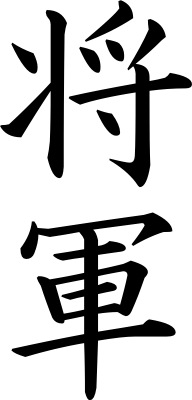
Chữ shogun ("tướng quân") viết bằng Kanji.

Chức vụ Chinh di Đại tướng quân (征夷大将軍 Sei'i Taishōgun) nguyên là một chức vụ võ quan do Thiên hoàng bổ nhiệm, thống lĩnh quân đội triều đình chống lại các bộ lạc ở phía Bắc Nhật Bản. Trong lịch sử, nhiều chức vụ võ quan thống soái tương tự như danh hiệu Seii Taishōgun đã từng được sử dụng với các mức độ trách nhiệm khác nhau, như:
- Seitō Taishōgun (征東大将軍?  lit. "Chinh Đông Đại tướng quân")[6]
- Seisei Taishōgun (征西大将軍?  lit. "Chinh Tây Đại tướng quân")[7]
- Chinjufu Shōgun (鎮守府将軍?  lit. "Trấn thủ phủ Tướng quân")[8]
- Seiteki Taishōgun (征狄大将軍?  lit. "Chinh địch Đại tướng quân")[cần dẫn nguồn]
- Mochisetsu Taishōgun (持節大将軍?  lit. "Trì tiết Đại tướng quân")[cần dẫn nguồn]
- Sekke shōgun (摂家将軍?  lit. "Nhiếp gia Tướng quân")[9]
- Miya shōgun (宮将軍?  lit. "Cung tướng quân")[10]
- Mutsu Chintō Tykat (陸奥鎮東将軍?  lit. "Lục Áo Trấn Đông Tướng quân")[cần dẫn nguồn]

Tuy nhiên, không có chức vụ nào phát triển lên tầm quan trọng như Seii Taishōgun. Khởi đầu chỉ là một chức vụ thống lĩnh như các chức vụ trên, từ sau thế kỷ 12, các Seii Taishōgun đã trở thành lãnh đạo của các samurai, nắm giữ binh quyền và quyền cai trị trên thực tế của Nhật Bản.

## Lịch sử

### Shogun đầu tiên
Không có sự đồng thuận giữa các tác giả khác nhau vì một số nguồn coi Tajihi no Agatamori là người đầu tiên, những người khác cho là Ōtomo no Otomaro, nguồn khác cho rằng shogun đầu tiên là Sakanoue no Tamuramaro, trong khi những người khác tránh vấn đề bằng cách chỉ đề cập đến shogun Minamoto no Yoritomo nhà Kamakura.

### Thời kỳ Heian (794–1185)

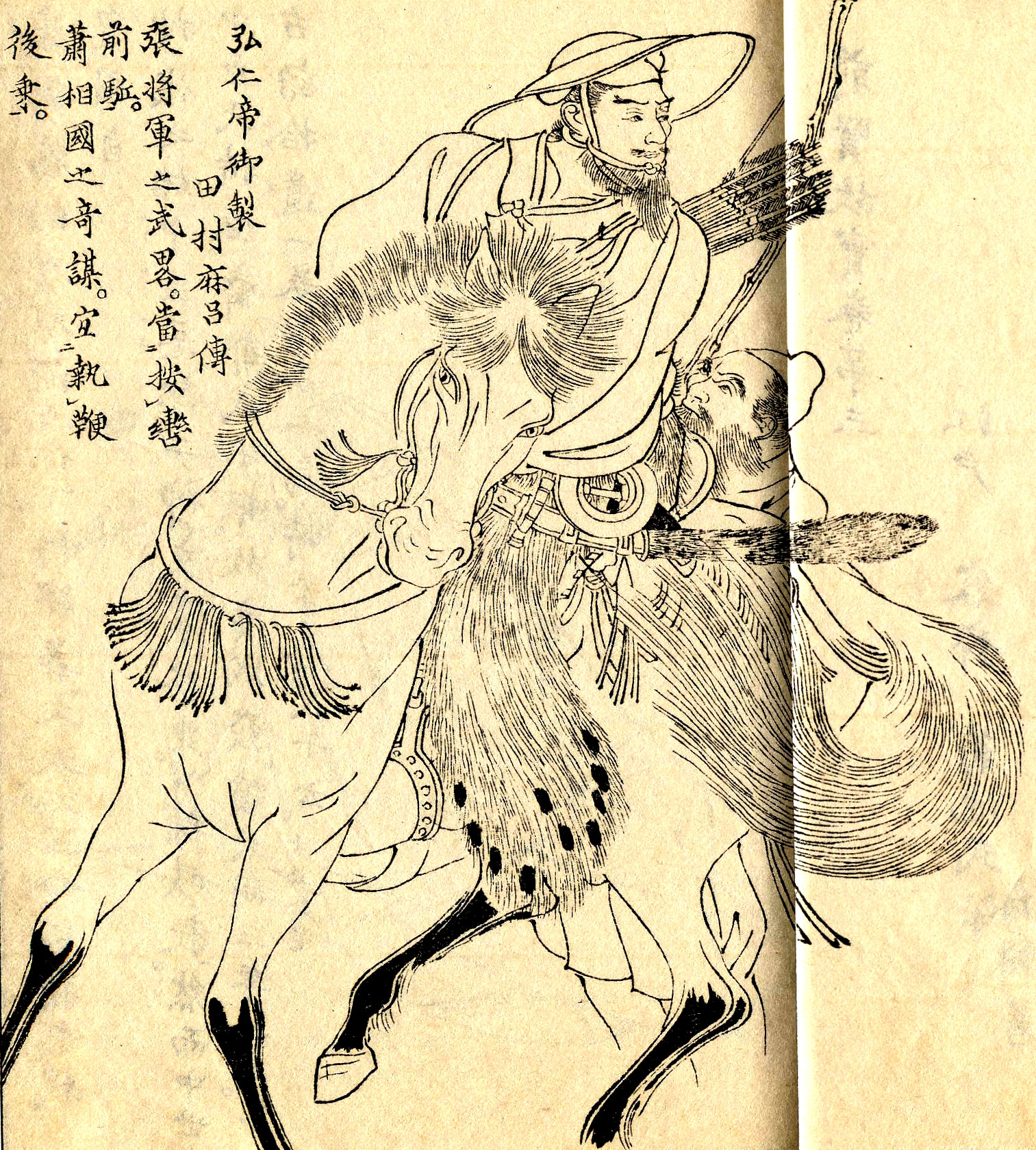
Sakanoue no Tamuramaro (758–811) là một trong những vị shogun đầu tiên của thời kỳ Heian

Ban đầu, danh hiệu Sei-i Taishōgun được trao cho các chỉ huy quân đội trong đầu thời kỳ Heian trong suốt thời gian diễn ra các chiến dịch quân sự chống lại Emishi, những người chống lại sự quản lý của triều đình có trụ sở tại Kyoto. Ōtomo no Otomaro là Sei-i Taishōgun đầu tiên. Người nổi tiếng nhất trong số các shogun này là Sakanoue no Tamuramaro.
Vào cuối thời Heian, một shogun nữa đã được bổ nhiệm. Minamoto no Yoshinaka được phong là sei-i taishōgun trong Chiến tranh Genpei, chỉ bị Minamoto no Yoshitsune giết ngay sau đó

#### Sakanoue no Tamuramaro
Sakanoue no Tamuramaro (758–811) là một vị tướng Nhật Bản, người đã chiến đấu chống lại các bộ tộc ở phía bắc Nhật Bản (định cư trên lãnh thổ mà ngày nay thuộc các tỉnh Mutsu và Dewa). Tamarumaro là vị tướng đầu tiên đánh bại các bộ tộc này, sáp nhập lãnh thổ của họ vào lãnh thổ của Nhà nước Yamato. Vì những chiến công quân sự của mình, ông được phong là Seii Taishōgun và có lẽ bởi vì ông là người đầu tiên giành được chiến thắng trước các bộ lạc phía bắc nên ông thường được công nhận là vị Shogun đầu tiên trong lịch sử. (Lưu ý: theo các nguồn lịch sử, Ōtomo no Otomaro cũng có danh hiệu là Seii Taishōgun).

### Mạc phủ Kamakura (1192–1333)

Minamoto no Yoritomo, Shogun đầu tiên (1192–1199) của Mạc phủ Kamakura

Vào đầu thế kỷ 11, các daimyō được bảo vệ bởi samurai đã thống trị nội bộ nền chính trị Nhật Bản. Hai trong số những gia tộc quyền lực nhất – Taira và Minamoto – chiến đấu để giành quyền kiểm soát triều đình đang bị suy giảm quyền lực. Gia tộc Taira nắm quyền kiểm soát từ năm 1160 đến năm 1185, nhưng bị nhà Minamoto đánh bại trong Trận Dan-no-ura. Minamoto no Yoritomo nắm quyền từ chính quyền trung ương và tầng lớp quý tộc và đến năm 1192 đã thành lập hệ thống phong kiến đặt tổng hành dinh tại Kamakura trong đó quân đội tư nhân, samurai, giành được một số quyền lực chính trị trong khi Thiên hoàng và quý tộc tại Heian vẫn là những người cai trị đất nước trên danh nghĩa. Trong khi đó, Shogun tại Kamakura trở thành nhà lãnh đạo trên thực tế của Nhật Bản.
Năm 1192, Yoritomo được Thiên hoàng Go-Toba trao tặng danh hiệu Chinh di Đại Tướng quân (Sei-i Taishōgun) và hệ thống chính trị mà ông đã phát triển với sự kế thừa của các tướng quân khi người đứng đầu được gọi là Mạc phủ. Gia đình Hojo Masako (vợ của Yoritomo), Hōjō, nắm quyền lực từ các tướng quân Kamakura. Khi các con trai và người thừa kế của Yoritomo bị ám sát, tướng quân đã trở thành người đứng đầu cha truyền con nối. Quyền lực thực sự thuộc về các nhiếp chính Hōjō. Mạc phủ Kamakura tồn tại gần 150 năm, từ 1192 đến 1333.
Sự kết thúc của Mạc phủ Kamakura xảy ra khi Kamakura sụp đổ vào năm 1333, và Gia tộc Hōjō bị tiêu diệt. Quyết tâm khôi phục quyền lực cho triều đình, năm 1331 Thiên hoàng Go-Daigo tìm cách lật đổ chế độ Mạc phủ. Kết quả là Daigo bị lưu đày. Khoảng năm 1334–1336, Ashikaga Takauji đã giúp Daigo giành lại ngai vàng của mình trong Tân chính Kenmu.
Cuộc chiến chống lại Mạc phủ đã khiến Thiên hoàng có quá nhiều người đòi nguồn cung cấp đất đai hạn chế. Takauji quay lưng lại với Hoàng đế khi sự bất mãn về việc phân chia đất đai ngày càng lớn. Năm 1336, Thiên hoàng Go-Daigo lại bị trục xuất khỏi kinh đô và nhường chỗ cho một Thiên hoành mới, dẫn đến việc thành lập Mạc phủ Ashikaga mới.
Trong thời kỳ Phục hưng Kenmu, sau khi Mạc phủ Kamakura sụp đổ vào năm 1333, một vị tướng quân tồn tại trong thời gian ngắn khác đã xuất hiện. Thân vương Moriyoshi (Morinaga), con trai của Thiên hoàng Go-Daigo, được phong tặng danh hiệu Sei-i Taishōgun. Tuy nhiên, Thân vương Moriyoshi sau đó bị quản thúc tại gia và, vào năm 1335, bị giết bởi Ashikaga Tadayoshi.

### Mạc phủ Ashikaga (1336/1338–1573)

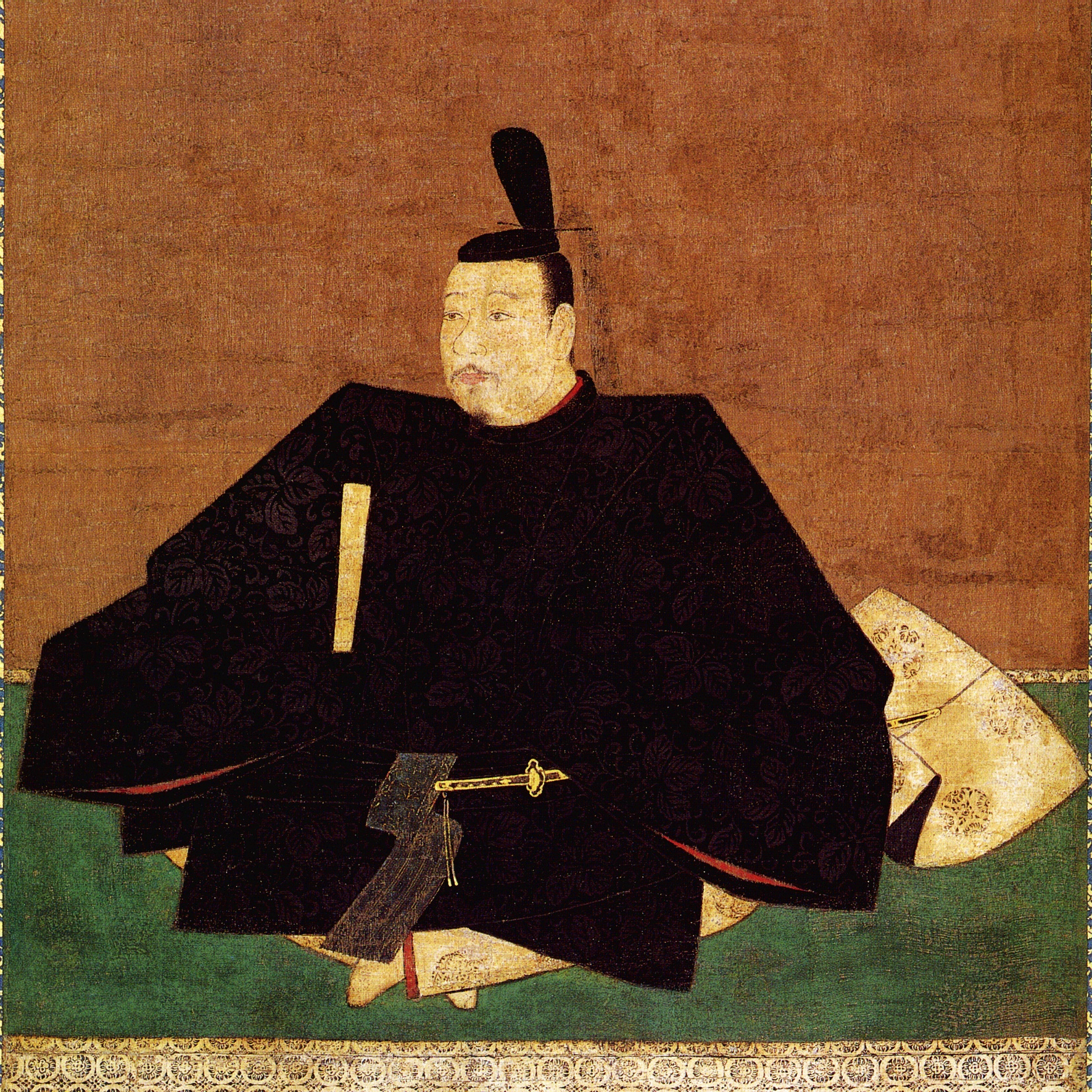
Ashikaga Takauji (1336/1338–1358) đã thành lập Mạc phủ Ashikaga.

Năm 1336 hoặc năm 1338, Ashikaga Takauji, giống như Minamoto no Yoritomo, hậu duệ của các thân vương Minamoto, đã được trao danh hiệu sei-i taishōgun và đã thành lập Mạc phủ Ashikaga, trên danh nghĩa tồn tại cho đến năm 1573. Ashikaga đặt mạc phủ ở quận Muromachi của Kyoto, và thời gian họ cai trị còn được gọi là thời kỳ Muromachi.
Trong năm mươi năm đầu tiên của Mạc phủ, Ashikaga đã không thể khẳng định quyền lực trên toàn bộ đất nước, vì hậu duệ của Go-Daigo đã thành lập chính quyền Nam triều thách thức quyền lực của họ trong Nanboku-chō. Cuối cùng vào năm 1392, Nam triều đầu hàng chính quyền Bắc triều và quyền lực của Mạc phủ.
Sau Chiến tranh Onin, quyền lực của các Tướng quân Ashikaga dần suy yếu và khi bắt đầu Thời kỳ Sengoku bị biến thành con rối của nhiều lãnh chúa khác nhau, cho đến khi Tướng quân Muromachi cuối cùng, Ashikaga Yoshiaki bị lật đổ bị phế truất vào năm 1573.

### Thời kỳ Azuchi–Momoyama (1573–1603)

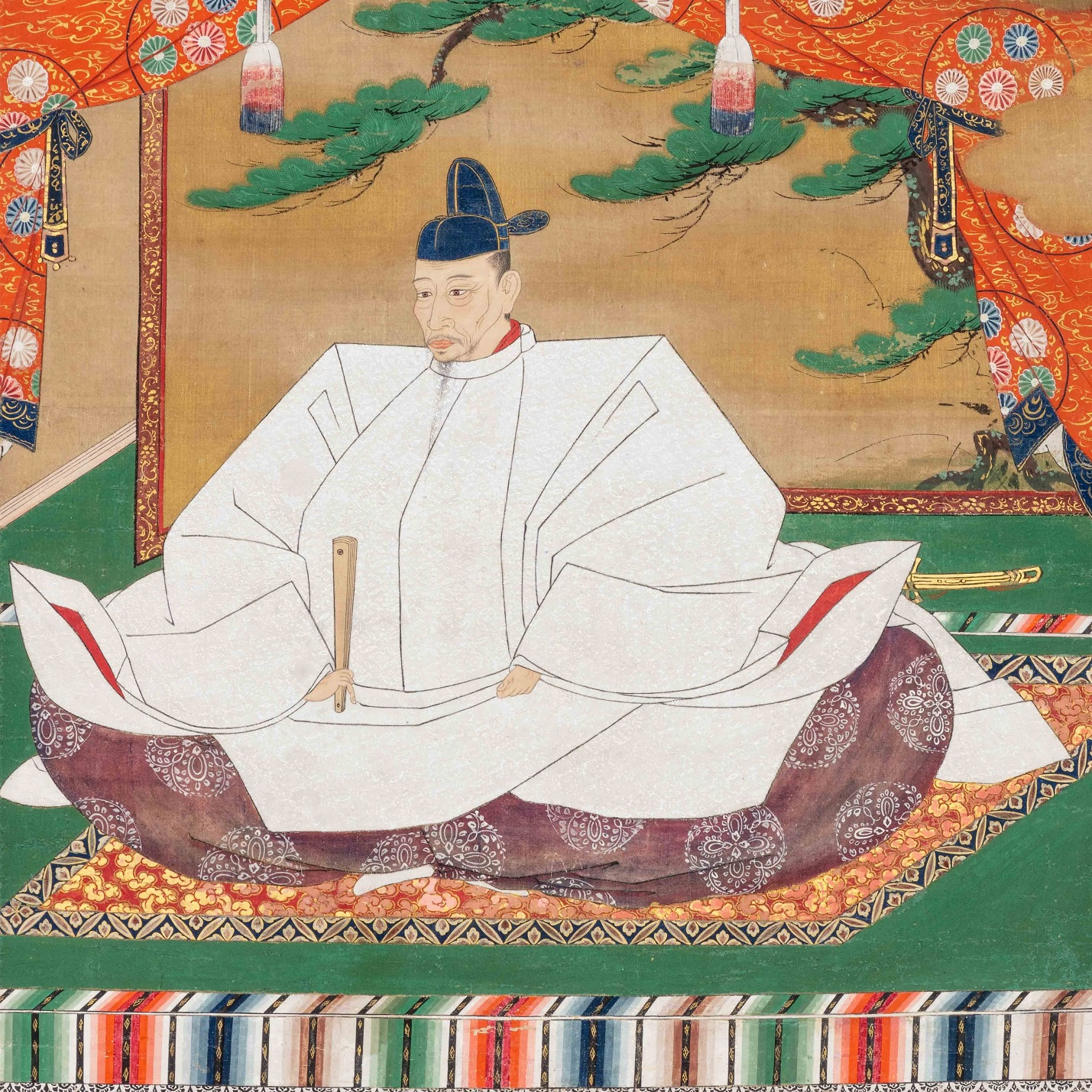
Toyotomi Hideyoshi trở thành thủ lĩnh của tầng lớp chiến binh và giành được danh hiệu cao nhất của tầng lớp quý tộc, nhưng ông không giữ danh hiệu tướng quân, cấp bậc cao nhất của tầng lớp chiến binh.

Thời kỳ Azuchi-Momoyama đề cập đến thời kỳ Oda Nobunaga và Toyotomi Hideyoshi nắm quyền. Cái tên "Azuchi-Momoyama" xuất phát từ thực tế là lâu đài của Nobunaga, Lâu đài Azuchi, nằm ở Azuchi, Shiga, và Lâu đài Fushimi, nơi Hideyoshi sống sau khi nghỉ hưu, nằm ở đó. ở Momoyama. Mặc dù hai thủ lĩnh của tầng lớp chiến binh trong thời kỳ này không được phong tước hiệu Seii Taishōgun (征夷大将軍, Chinh di Đại tướng quân), Oda Nobunaga đã được phong tước hiệu gần như ngang bằng, và Toyotomi Hideyoshi là một danh hiệu cao hơn.
Thời đại này bắt đầu khi Oda Nobunaga trục xuất Ashikaga Yoshiaki khỏi Kyoto và tiêu diệt Mạc phủ Ashikaga. Nobunaga được phong tước hiệu Udaijin (右大臣, Hữu đại thần), một vị trí chính thức là nhân vật số ba trong Triều đình kể từ thời cổ đại, và tước hiệu Ukon'e no Taishō (右近衛大将, Hữu cận vệ Đại tướng), có nghĩa là thủ lĩnh của tầng lớp chiến binh. Danh hiệu này là một danh hiệu có uy tín cao được trao cho người đứng đầu tầng lớp chiến binh, tương tự như danh hiệu Seii Taishōgun (征夷大将軍, shogun). Nobunaga đã bị phản bội bởi thuộc hạ của mình Akechi Mitsuhide, người đã chết trong sự kiện Honnō-ji.